# Regierung Jørgensen I
Die sozialdemokratische Regierung Jørgensen I (dän. regeringen Jørgensen I) unter Ministerpräsident Anker Jørgensen war vom 5. Oktober 1972 bis zum 19. Dezember 1973 die dänische Regierung. Sie wurde von Friedrich IX. ernannt.
Die Regierung Jørgensen I war das 55. dänische Kabinett seit der Märzrevolution. Alle Minister, mit Ausnahme des parteilosen Grönlandministers Knud Hertling, wurden von der Socialdemokraterne gestellt.

## Kabinettsliste
| Ressort                                                                                 | Name                | Lebensdaten | Amtsperiode                                       |
| --------------------------------------------------------------------------------------- | ------------------- | ----------- | ------------------------------------------------- |
| Ministerpräsident                                                                       | Anker Jørgensen     | 1922–2016   |                                                   |
| Äußeres                                                                                 | Knud Børge Andersen | 1914–1984   |                                                   |
| Finanzen                                                                                | Henry Grünbaum      | 1911–2006   |                                                   |
| Verteidigung                                                                            | Kjeld Olesen        | * 1932      | bis zum 29. März 1973                             |
| Verteidigung                                                                            | Orla Møller         | 1916–1979   | ab dem 29. März 1973                              |
| Inneres                                                                                 | Egon Jensen         | 1922–1985   |                                                   |
| Justiz                                                                                  | K. Axel Nielsen     | 1904–1994   | bis zum 27. September 1973                        |
| Justiz                                                                                  | Karl Hjortnæs       | * 1934      | ab dem 27. September 1973                         |
| Wirtschaft und Budget                                                                   | Per Hækkerup        | 1915–1979   | ab dem 27. September alleinig Wirtschaftsminister |
| öffentliche Arbeiten und Umweltverschmutzungsbekämpfung                                 | Jens Kampmann       | * 1937      | ab dem 27. September alleinig Transportminister   |
| Handel                                                                                  | Erling Jensen       | 1919–2000   |                                                   |
| Soziales                                                                                | Eva Gredal          | 1927–1995   |                                                   |
| Arbeit                                                                                  | Erling Dinesen      | 1910–1986   |                                                   |
| Fischerei                                                                               | Christian Thomsen   | 1909–2003   | bis zum 27. September 1973                        |
| Fischerei                                                                               | Ib Frederiksen      | 1927–2018   | ab dem 27. September 1973                         |
| Wohnungen                                                                               | Helge Nielsen       | 1918–1991   | bis zum 27. September 1973                        |
| Wohnungen                                                                               | Svend Jakobsen      | * 1935      | ab dem 27. September 1973                         |
| Landwirtschaft                                                                          | Ib Frederiksen      | 1927–2018   |                                                   |
| Bildung                                                                                 | Knud Heinesen       | * 1932      | bis zum 27. September 1973                        |
| Bildung                                                                                 | Ritt Bjerregaard    | 1941–2023   | ab dem 27. September 1973                         |
| Kirche                                                                                  | Dorte Bennedsen     | 1938–2016   |                                                   |
| Kulturelle Anliegen                                                                     | Niels Matthiasen    | 1924–1980   |                                                   |
| Außenwirtschaft, Angelegenheiten des Europäischen Marktes und Nordische Angelegenheiten | Ivar Nørgaard       | 1922–2011   |                                                   |
| Grönland                                                                                | Knud Hertling       | 1925–2010   |                                                   |